# 45º Congresso Nacional da UBES
O 45º CONUBES foi um evento na agenda educacional do Brasil, organizado pela União Brasileira dos Estudantes Secundaristas (UBES), ocorrido no estádio do Mineirinho, em Belo Horizonte, entre os dias 14 e 16 de junho para eleger um presidente e uma diretoria. Do total de 4.121 votos, a chapa “Unidade e luta para reconstruir a educação e o Brasil” obteve 82,69% dos votos, Hugo Silva, estudante do IFSP, foi eleito presidente e terá, a partir de agora, a responsabilidade de representar os mais de 40 milhões de estudantes do ensino médio, fundamental e técnico brasileiro. O Congresso da UBES, que teve início no dia 14, reuniu, por três dias, milhares de estudantes de todos os estados brasileiros em Belo Horizonte. Foram debatidos temas como passe livre estudantil, reforma do novo ensino médio e gestão democrática. Além de atos contra o PL 1904, solenidades pelos estudantes e povo Gaúcho, combate ao genocídio da juventude negra e os desafios do ensino técnico.

## Objetivos
O CONUBES tem como objetivo principal reunir estudantes secundaristas de todo o país para debater e traçar o futuro da educação brasileira. O congresso serve como uma plataforma para discussões sobre temas relevantes para a educação, além de ser um espaço para a realização de oficinas práticas, palestras e apresentações culturais.

## Organização
Para participar do 45º CONUBES, os estudantes deveriam se inscrever através de um formulário online. O evento estava aberto a delegados, suplentes e observadores, com taxas de inscrição variando conforme o lote e a data de inscrição.

## Programação
O congresso ofereceu quatro dias de debates, formação, cultura e luta. Incluiu mesas redondas com especialistas em educação, gestores e artistas, além de oficinas práticas para fortalecer a militância estudantil e palestras inspiradoras com figuras proeminentes da luta estudantil.